# Ури, Эльза
Эльза Ури (нем. Else Ury; 1 ноября 1877, Берлин — 13 января 1943, концлагерь Освенцим) — немецкая писательница еврейского происхождения, драматург, автор многочисленных произведений для детей и подростков. Одна из наиболее известных детских писателей кайзеровской Германии и Веймарской республики; после прихода к власти национал-социалистов подвергалась преследованиям и затем казнена.

## Биография
Эльза Ури родилась в семье берлинского табачного фабриканта Эмиля Ури, еврейского происхождения. Семья воспринимала себя ассимилированными евреями, патриотами Германии либеральных взглядов.
После окончания школы Эльза получила образование педагога и продолжала жить вместе с родителями центре Берлина. В 1898 году из-под её пера выходит театральная пьеса, первое её литературное произведение. В 1905 году она издаёт свой первый сборник сказок, получивший положительную критику. В 1906 ему следует вторая книга Э.Ури — «Учащаяся девушка» (Studierte Mädel). Она сделала Эльзу известной писательницей, её фотографии появляются в газетах. В 1908 году выходит сборник сказок и рассказов «Золотоволоска» (Goldblondchen), за которую Эльза Ури была отмечена официальной грамотой — посланием «Надзора за литературой для юношества», подписанной государственной «Объединённой контрольной комиссией» (ОКК), классифицировавшей творчество Э.Ури как образцовое для детей младшего и среднего школьного возраста. Э.Ури была первой женщиной, получившей до 1913 года подобное одобрение ОКК.
В 1913 же году появляется первая книга из 10-томной серии про Нестхэкхен, наиболее известного и издаваемого до сих под произведения Э.Ури. Серия эта выходила с 1913 года — 1-я книга, «Нестхэкхен и её куклы», и по 1925 год («Нестхэкхен с седыми волосами»). В этих книжках идёт повествование о всей жизни девочки, дочери врача Аннемари Браун, её взрослении, семейной жизни, её детях и внуках. Вся серия выдержана в традициях немецкой бакфиш-литературы. В 1930 году книги о Нетцхэкхен были переведены на иностранные языки и изданы во Франции, Норвегии и в Нидерландах. К началу XXI века общий тираж книг этой серии составил 7 миллионов экземпляров.
В годы Первой мировой войны семья Ури, как и подавляющее большинство немецких евреев, безоговорочно поддержала кайзеровскую Германию, братья писательницы ушли добровольцами на фронт, сама Э.Ури писала ура-патриотические детские рассказы.
В 1923—1929 годах писательница создаёт новую детскую книжную серию — «Профессорские близнецы» (Professor’s Zwillinge), которая тоже имела значительный коммерческий успех. Только за период с 1922 по 1932 годы за обе детские серии она получила в качестве гонораров около 300.000 марок.
Приход национал-социалистов к власти в 1933 году всегда патриотически настроенная Э.Ури восприняла с энтузиазмом. В 1933 же году печатается её последний роман «Молодёжь-вперёд» (Jugend voraus), в котором звучат шовинистические, национал-социалистские нотки. Тем не менее, в том же 1933 году Э.Ури была исключена из Reichsschriftumskammer, германской аналогии Союза писателей, что означало фактический запрет заниматься литературой. В 1938—1939 годах писательница переводит часть своих сказок и рассказов на английский язык, чтобы издать их в Англии, однако осуществить это не удалось. Практически все родственники Э.Ури эмигрировали из Германии, её брат Ганс покончил с собой в 1937 году. В 1940 году в Берлине умирает тяжело больная мать Э.Ури, и она остаётся совсем одна. 11 января 1943 года ей было объявлено о конфискации её имущества, 12 января она, вместе с группой евреев поездом была отправлена в концлагерь Освенцим и сразу по прибытии туда, 13 января 1943 года, вместе с ещё 108 узниками, погибла в газовой камере.